# Malo Gusto
Malo Gusto (Décines-Charpieu, 19 mei 2003) is een Frans-Martinikaans voetballer die bij voorkeur als rechtsback speelt. Hij brak in 2020 door vanuit de jeugdopleiding van Olympique Lyonnais. Hij maakte in januari 2023 de overstap naar Chelsea FC, dat hem nog wel voor de rest van het seizoen verhuurde aan Lyon. Bij Chelsea FC won hij in 2025 de UEFA Conference League en het WK voor clubs. Gusto debuteerde in 2023 in het Frans voetbalelftal.

## Clubcarrière
Gusto werd in zijn jeugd door zijn vader aangemoedigd om rugby te spelen, maar speelde met zijn vrienden voetbal op de straten van Villefontaine. Tussen zijn tiende en twaalfde voetbalde hij voor AS Villefontaine. Daar viel hij op bij Olympique Lyon, dat hem adviseerde te spelen voor FC Bourgoin-Jallieu.

### Olympique Lyon
Na zes maanden bij FC Bourgoin-Jallieu maakte Gusto in 2016 de overstap naar de jeugdopleiding van Olympique Lyon. Op 14-jarige leeftijd liep hij een blessure op die hem vijf maanden aan de zijlijn hield. In het seizoen 2019/20 bereikte hij met een jeugdelftal van Olympique Lyon de kwartfinales van de UEFA Youth League. Op 29 augustus 2020 debuteerde hij namens het tweede elftal van de club in het profvoetbal in de Championnat National, bij een 3–2 nederlaag tegen het beloftenelftal van Olympique Marseille. Gusto ondertekende op 17 december 2020 zijn eerste contract bij Olympique Lyon, tot medio 2023. Op 24 januari 2021 debuteerde hij in het eerste elftal, in de Ligue 1 tegen AS Saint-Étienne als invaller voor Bruno Guimarães in de slotfase van een 0–5 overwinning. Zijn contract werd op 4 juni 2021 met een jaar verlengd, tot medio 2024.
Gusto maakte op 28 augustus 2021 zijn eerste doelpunt in het profvoetbal, namens de beloften in het met 1–3 gewonnen competitieduel met AS Saint-Priest. Op 16 september 2021 debuteerde hij in het Europees clubvoetbal, als basisspeler bij een 0–2 zege op Rangers FC in de UEFA Europa League. In de uitwedstrijd tegen Sparta Praag in hetzelfde toernooi op 21 oktober 2021 werd Gusto met twee gele kaarten van het veld gestuurd. Olympique Lyon won die dag desondanks met 3–4. Gusto groeide in het seizoen 2021/22 uit tot basisspeler, terwijl Olympique Lyon als achtste eindigde in de competitie en de kwartfinales bereikte van de UEFA Europa League. Nadat Gusto in januari 2023 een overstap had gemaakt naar Chelsea FC, bleef hij een half seizoen op huurbasis spelen voor Olympique Lyon. Dit halve seizoen werd echter gehinderd door een blessure, terwijl Olympique Lyon als zevende eindigde.

### Chelsea FC
Gusto maakte op 29 januari 2023 de overstap naar Chelsea FC, dat naar verluidt zo'n € 35 miljoen voor hem betaalde en waar hij een contract van 8,5 jaar tot medio 2030 tekende. Hij maakte het seizoen nog wel af op huurbasis bij Olympique Lyon. Vervolgens sloot hij voor het seizoen 2023/24 aan bij de Londense club. Hij maakte op 6 augustus 2023 zijn debuut, als invaller voor aanvoerder Reece James tijdens een 1–1 gelijkspel tegen Liverpool FC in de Premier League. Op 24 september 2023 kreeg hij een directe rode kaart in de thuiswedstrijd tegen Aston Villa (0–1), waarna hij voor twee competitieduels geschorst werd. Mede vanwege blessures voor James kwam Gusto onder leiding van trainer Mauricio Pochettino regelmatig in actie in zijn eerste seizoen op Stamford Bridge. Chelsea FC eindigde dat seizoen als zesde in de Premier League. Gusto kwam op 22 augustus 2024 voor het eerst namens Chelsea FC in actie in het Europees clubvoetbal, als vervanger van Axel Disasi bij een 2–0 overwinning tegen Servette FC in de voorronden van de UEFA Conference League. Chelsea FC won dat toernooi uiteindelijk; Gusto speelde de eerste helft mee van de finale die op 28 mei 2025 met 1–4 werd gewonnen van Real Betis. Aan het eind van het seizoen kwam hij in actie in alle wedstrijden op het WK voor clubs in de Verenigde Staten. Chelsea FC won dat toernooi door de finale op 13 juli 2025 met 3–0 te winnen van Paris Saint-Germain.

## Clubstatistieken
| Seizoen         | Club             | Competitie             | Competitie | Competitie | Beker | Beker | Continentaal | Continentaal | Overig | Overig | Totaal | Totaal |
| Seizoen         | Club             | Competitie             | Wed.       | Dlp.       | Wed.  | Dlp.  | Wed.         | Dlp.         | Wed.   | Dlp.   | Wed.   | Dlp.   |
| --------------- | ---------------- | ---------------------- | ---------- | ---------- | ----- | ----- | ------------ | ------------ | ------ | ------ | ------ | ------ |
| 2020/21         | Olympique Lyon B | Championnat National 2 | 7          | 0          | —     | —     | —            | —            | —      | —      | 7      | 0      |
| 2021/22         | Olympique Lyon B | Championnat National 2 | 1          | 1          | —     | —     | —            | —            | —      | —      | 1      | 1      |
| Club totaal     | Club totaal      | Club totaal            | 8          | 1          | 0     | 0     | 0            | 0            | 0      | 0      | 8      | 1      |
| 2020/21         | Olympique Lyon   | Ligue 1                | 2          | 0          | 0     | 0     | —            | —            | —      | —      | 2      | 0      |
| 2021/22         | Olympique Lyon   | Ligue 1                | 30         | 0          | —     | —     | 7            | 0            | —      | —      | 37     | 0      |
| 2022/23         | Olympique Lyon   | Ligue 1                | 15         | 0          | 0     | 0     | —            | —            | —      | —      | 15     | 0      |
| 2022/23         | → Olympique Lyon | Ligue 1                | 6          | 0          | 1     | 0     | —            | —            | —      | —      | 7      | 0      |
| Club totaal     | Club totaal      | Club totaal            | 53         | 0          | 1     | 0     | 7            | 0            | 0      | 0      | 61     | 0      |
| 2023/24         | Chelsea FC       | Premier League         | 27         | 0          | 10    | 0     | —            | —            | —      | —      | 37     | 0      |
| 2024/25         | Chelsea FC       | Premier League         | 32         | 0          | 3     | 0     | 6            | 0            | 7      | 0      | 48     | 0      |
| Club totaal     | Club totaal      | Club totaal            | 59         | 0          | 13    | 0     | 6            | 0            | 7      | 0      | 85     | 0      |
| Carrière totaal | Carrière totaal  | Carrière totaal        | 120        | 1          | 14    | 0     | 13           | 0            | 7      | 0      | 153    | 1      |

Bijgewerkt t/m 22 juli 2025.

## Interlandcarrière
Gusto's vader is Martinikaans en geboren in Duitsland, terwijl zijn moeder Frans is. Gusto doorliep diverse Franse jeugdelftallen. Op 8 oktober 2021 debuteerde hij voor Frankrijk onder 21, in een EK-kwalificatiewedstrijd tegen Oekraïne (5–0 winst) als invaller voor Adrien Truffert. Op 6 juni 2022 scoorde hij voor het elftal in een met 1–4 gewonnen EK-kwalificatiewedstrijd tegen Armenië. Hij nam echter geen deel aan het eindtoernooi.
Gusto werd op 9 oktober 2023 door bondscoach Didier Deschamps voor het eerst opgeroepen voor het Frans voetbalelftal, als vervanger van de geblesseerde Jules Koundé voor interlands tegen Nederland en Schotland. Vier dagen later debuteerde hij voor het nationale elftal. Hij mocht invallen voor Jonathan Clauss bij een 1–2 zege op Nederland in de EK-kwalificatie. Na een daaropvolgende afwezigheid van anderhalf jaar werd hij weer opgeroepen voor de Franse selectie voor de eindronde van de UEFA Nations League in juni 2025. Hij kwam daar in actie in zowel de verloren halve finale tegen Spanje (5–4) als in de gewonnen troostfinale tegen gastland Duitsland.
| Interlands van Malo Gusto voor Frankrijk | Interlands van Malo Gusto voor Frankrijk | Interlands van Malo Gusto voor Frankrijk | Interlands van Malo Gusto voor Frankrijk | Interlands van Malo Gusto voor Frankrijk | Interlands van Malo Gusto voor Frankrijk |
| №                                        | Datum                                    | Wedstrijd                                | Uitslag                                  | Competitie                               | Goals                                    |
| ---------------------------------------- | ---------------------------------------- | ---------------------------------------- | ---------------------------------------- | ---------------------------------------- | ---------------------------------------- |
| 1                                        | 13 oktober 2023                          | Nederland – Frankrijk                    | 1 – 2                                    | Kwalificatie EK 2024                     |                                          |
| 2                                        | 5 juni 2025                              | Spanje – Frankrijk                       | 5 – 4                                    | UEFA Nations League A 2024/25            |                                          |
| 3                                        | 8 juni 2025                              | Duitsland – Frankrijk                    | 0 – 2                                    | UEFA Nations League A 2024/25            |                                          |

Bijgewerkt t/m 22 juli 2025.

## Erelijst
Chelsea
- UEFA Conference League: 2024/25
- FIFA Club World Cup: 2025